# Lengyel Erzsi
Lengyel Erzsi (Nagykáta, 1929. február 23. – Budapest, 2012. május 21.) Jászai Mari-díjas magyar színésznő.

## Életpálya
Nagykátán született 1929. február 23-án. Pályáját 1945-ben Győrben kezdte. 1948-tól egy évadot a Józsefvárosi Színházban töltött. 1949-ben a Szegedi Nemzeti Színházhoz szerződött. 1951-től az Úttörő Színházban, 1952-től az Ifjúsági Színházban szerepelt. 1954-ben kapott diplomát a Színház- és Filmművészeti Főiskolán. 1957–1962 között a budapesti Jókai Színház művésze. 1960-ban megalapította a Kísérleti Színpadot. 1962-től a Thália Színház, illetve annak utódja: az Arizona Színház színésznője volt. Játszott a Cigány Színházban is. Naivaként kezdte, később karakter szerepeket alakított kiválóan. Zenés és prózai művekben egyaránt otthonosan mozgott. Jászai Mari-díjas színésznő (1953). Férje: Petrik József Jászai Mari-díjas színész, rendező. (1930–1995)

## Fontosabb színpadi szerepei
- William Shakespeare: Szentivánéji álom.... Puck
- William Shakespeare: Vízkereszt vagy amit akartok.... Mária
- Szirmai Albert – Bakonyi Károly: Mágnás Miska.... Marcsa
- Móricz Zsigmond: Légy jó mindhalálig.... Nyilas Misi
- Móricz Zsigmond: Úri muri.... Rozika
- Móricz Zsigmond: Csibe.... Lángné
- Kacsóh Pongrác: János vitéz.... Iluska
- Bródy Sándor: A tanítónő.... kántorkisasszony
- Tamási Áron: Énekes madár.... Magdó
- Tersánszky Józsi Jenő: Kakuk Marci.... Csuri Linka
- Fejes Endre: Rozsdatemető.... Eszti
- Kellér Andor: Bal négyes páholy.... Kákosi Ida
- Kalevala.... Anni
- Kertész Magda – Pongrácz Zsuzsa: Lelkiklinika.... Joli
- Pelle János – Kazimir Károly Casanova.... Imer asszony
- Lehár Ferenc: A mosoly országa.... Mi
- Kálmán Imre: Csárdáskirálynő.... Stázi
- Kálmán Imre: Marica grófnő.... Liza
- Eisemann Mihály: Én és a kisöcsém.... Vadász Frici
- Luigi Pirandello Liolá és a lányok.... Liolá anyja
- Mary Chase: Barátom, Harvey.... Betty Chumley
- Harsányi Zsolt: A bolond Ásvayné.... Bábi, öreg cseléd
- Márai Sándor: A kassai polgárok.... Szabina, dajka
- Arisztophanész: Gazdagság.... Chemylosz felesége
- Noël Coward: Forgószínpad.... Maude Merose
- Keith Waterhouse – Willis Hall: Hazudós Billy.... Florence
- Graham Greene: Komédiások.... Catherina mama
- Csemer Géza: "Löffler-bolt".... Iluca
- Csemer Géza: Dögégető.... Jularózsa
- Szigligeti Ede: Cigány.... Rebekka (Cigány Színház)

## Filmek, tv
- Ifjú szívvel (1953)
- Budapesti tavasz (1955)
- Hajnal előtt (1955)
- Egymásért (1956)
- Ünnepi vacsora (1956)
- Külvárosi legenda (1957)
- Micsoda éjszaka! (1958)
- Álmatlan évek (1959)
- A megfelelő ember (1960)
- Merénylet (1960)
- Hosszú az út hazáig (1960)
- Alázatosan jelentem (1960)
- Zápor (1961)
- Nem ér a nevem (1961)
- Életmentő véradók (1961)
- Felmegyek a miniszterhez (1962)
- Angyalok földje (1962)
- Hagymácska (1962)
- Isten őszi csillaga (1963)
- Mélyrétegben (1967)
- Budapesten harcoltak (1967)
- A holtak visszajárnak (1968)
- Utazás a koponyám körül (1970)
- Gyula vitéz télen-nyáron (1971)
- Egy óra múlva itt vagyok (sorozat) A hazatérés című rész (1971)
- Pillangó (1971)
- Két fiú ült egy padon (1973)
- Az öreg bánya titka (sorozat) (1973)
- Asszony a viharban (1975)
- Megtörtént bűnügyek A müncheni férfi című rész (1976)
- Keménykalap és krumpliorr (sorozat) Valódi oroszlánbőgés című rész (1978)
- Fent a Spitzbergáknál (1978)
- BUÉK! (1978)
- Csúzli (sorozat)  Érteni az emberek nyelvén című rész (1981)
- Boldogtalan kalap (1981)
- Kiválasztottak (1981)
- Glória (1982)
- A Mi Ügyünk, avagy az utolsó hazai maffia hiteles története (1983)
- Szálka hal nélkül (sorozat) Palacsinta meztelenül (1984)
- Alkony (1985)
- Szerelem első vérig (1986)
- A fantasztikus nagynéni (1986)
- T.I.R. (sorozat) Gogol tér 3 című rész (1987)
- Valahol Magyarországon (1987)
- A védelemé a szó (sorozat) Zsákutca című rész (1988)
- Csere Rudi (1988)
- Fele királyságom (sorozat) (1988-1989)
- Wish You Were Here (sorozat)  Budapest című rész (1990)
- Kutyakomédiák (sorozat) A bosszúálló" című rész (1992)
- Rizikó (sorozat) Bélszín Sztroganoff módra című rész (1993)
- Frici, a vállalkozó szellem (sorozat) (1993)
- A Szórád-ház (sorozat)  1. rész (1997)

## Díjai, elismerései
- Jászai Mari-díj (1953)
- Munka Érdemérem (1956)